# Phạm Hoa
Phạm Hoa (tên khai sinh Phạm Văn Hoa; 1952–2021) là nhà văn Việt Nam, được tặng Giải thưởng Nhà nước về Văn học Nghệ thuật vào năm 2017. Ông là Đại tá Quân đội Nhân dân Việt Nam, đã từng giữ chức Phó Cục trưởng Cục Tuyên huấn, Quân đội nhân dân Việt Nam.

## Tiểu sử
Phạm Hoa (tên khai sinh Phạm Văn Hoa) sinh ngày 20 tháng 01 năm 1952 tại xã Vĩnh Yên, huyện Vĩnh Lộc, tỉnh Thanh Hoá.
Năm 1970, học xong phổ thông trung học, Phạm Hoa xung phong đi bộ đội. Nhiều năm ông là chiến sĩ lái xe thuộc Sư đoàn 571, Binh đoàn Trường Sơn 559. Năm 1979, ông được cử đi học Trường viết văn Nguyễn Du (khoá I). Tốt nghiệp được điều về làm phóng viên Chương trình phát thanh Quân đội Nhân dân, Đài Tiếng nói Việt Nam. Sau đó ông làm trợ lý, trưởng phòng Văn hóa Văn nghệ rồi Phó Cục trưởng Tư tưởng Văn hóa (nay là Cục Tuyên huấn), Tổng cục Chính trị Quân đội Nhân dân Việt Nam. Ông có quân hàm Đại tá Quân đội Nhân dân Việt Nam. Ông từng giữ chức Chủ tịch Hội đồng văn xuôi Hội Nhà văn Việt Nam, khóa IX; Phó chủ tịch Hội Văn học nghệ thuật Trường Sơn.
Ông là đảng viên Đảng Cộng sản Việt Nam; hội viên Hội Nhà văn Việt Nam từ năm 1987.
Ông mất ngày 22 tháng 05 năm 2021 tại Hà Nội, an táng tại Thanh Hóa.

## Sự nghiệp
Ông bắt đầu viết văn từ năm 1972. Năm 1973 truyện ngắn đầu tiên của ông được in trên báo Phụ nữ.
Sở trường của Phạm Hoa là truyện ngắn, ngoài ra ông còn có một số tiểu thuyết và ký. Các tác phẩm tiêu biểu của ông đã được xuất bản gồm có: Ngày không bình thường (tập truyện ngắn, 1984), Đừng quên mùa hoa săng lẻ (truyện ngắn, 1986), Mỗi thời của họ (truyện ngắn, 1993); Đùa của tạo hoá (truyện ngắn, 1996), Truyện ngắn Phạm Hoa (tập truyện ngắn, 2002), Miền xa thẳm (tiểu thuyết, 2002); Thuyền lên Thạch Hãn (ký, 2016); Nhốt con chim bắt cô (tiểu thuyết, 2018)...
Ông đã nhận được một số giải thưởng văn học: Giải nhì Cuộc thi Truyện ngắn Tạp chí Văn nghệ Quân đội (1982), Giải ba Cuộc thi Truyện ngắn Báo Văn nghệ (1991), Tặng thưởng Hội Nhà văn Việt Nam (2003), Giải nhất Cuộc thi về giao thông vận tải do Hội Nhà văn và Bộ giao thông vận tải tổ chức (tác phẩm Thuyền lên Thạch Hãn), Giải nhì Giải thưởng Bộ Quốc phòng 5 năm 2015-2019 (tác phẩm Nhốt con chim bắt cô).
Năm 2017, ông được tặng Giải thưởng Nhà nước về Văn học Nghệ thuật với cụm tác phẩm: Miền xa thẳm (tiểu thuyết); Ngày không bình thường (truyện ngắn).

## Tác phẩm chính
- Ngày không bình thường (truyện ngắn, 1984);
- Tiếng chim (truyện ngắn, in chung, 1985);
- Đừng quên mùa hoa săng lẻ (truyện ngắn, 1986);
- Mỗi thời của họ (truyện ngắn, 1993);
- Đùa của tạo hoá (truyện ngắn, 1996);
- Truyện ngắn Phạm Hoa (tập truyện ngắn, 2002);
- Miền xa thẳm (tiểu thuyết, 2002);
- Thuyền lên Thạch Hãn (ký, 2016);
- Nhốt con chim bắt cô (tiểu thuyết, 2018).

## Vinh danh
- Giải thưởng Nhà nước về Văn học Nghệ thuật năm 2017.

### Giải thưởng văn học
- Giải nhì cuộc thi truyện ngắn tạp chí Văn nghệ quân đội (1982).
- Giải ba cuộc thi truyện ngắn báo Văn nghệ (1991).
- Tặng thưởng Hội Nhà văn Việt Nam (2003).
- Giải nhất cuộc thi về giao thông vận tải do Hội Nhà văn và Bộ Giao thông vận tải tổ chức.
- Giải Nhì Giải thưởng Bộ Quốc phòng 5 năm 2015 – 2019.